# Eremogone
Eremogone és un gènere de plantes angiospermes de la família de les cariofil·làcies. Són plantes natives d'Europa de l'Est, Àsia no tropical i la meitat oest d'Amèrica del Nord.

## Taxonomia
Dins d'aquest gènere es reconeixen les següents espècies:
- Eremogone aberrans (M.E.Jones) Ikonn.
- Eremogone acerosa (Boiss.) Ikonn.
- Eremogone acicularis (F.N.Williams) Ikonn.
- Eremogone aculeata (S.Watson) Ikonn.
- Eremogone acutisepala (Hausskn. ex F.N.Williams) Ikonn.
- Eremogone aksayqingensis (L.H.Zhou) Rabeler & W.L.Wagner
- Eremogone ali-gulii Koç & Hamzaoglu
- Eremogone androsacea (Grubov) Ikonn.
- Eremogone angustisepala (McNeill) Ikonn.
- Eremogone armeniaca (Boiss.) Holub
- Eremogone asiatica (Schischk.) Ikonn.
- Eremogone baxoiensis (L.H.Zhou) Dillenb. & Kadereit
- Eremogone biebersteinii (D.F.K.Schltdl.) Holub
- Eremogone blepharophylla (Boiss.) Ikonn.
- Eremogone brachypetala (Grossh.) Czerep.
- Eremogone brevipetala (Tsui & L.H.Zhou) Sadeghian & Zarre
- Eremogone bryophylla (Fernald) Pusalkar & D.K.Singh
- Eremogone calcicola (Gilli) Ikonn.
- Eremogone capillaris (Poir.) Fenzl
- Eremogone caricifolia (Boiss.) Ikonn.
- Eremogone cephalotes (M.Bieb.) Fenzl
- Eremogone cliftonii Rabeler & R.L.Hartm.
- Eremogone commagenae (Çeleb. & Favarger) Rabeler & W.L.Wagner
- Eremogone congesta (Nutt. ex Torr. & A.Gray) Ikonn.
- Eremogone cucubaloides (Sm.) Hohen.
- Eremogone curvifolia (Majumdar) Pusalkar & D.K.Singh
- Eremogone davisii (McNeill) Holub
- Eremogone dianthoides (Sm.) Ikonn.
- Eremogone drypidea (Boiss.) Ikonn.
- Eremogone eastwoodiae (Rydb.) Ikonn.
- Eremogone edgeworthiana (Majumdar) Pusalkar & D.K.Singh
- Eremogone fendleri (A.Gray) Ikonn.
- Eremogone ferganica (Schischk.) Ikonn.
- Eremogone ferrisiae (Abrams) R.L.Hartm. & Rabeler
- Eremogone ferruginea (Duthie ex F.N.Williams) Pusalkar & D.K.Singh
- Eremogone festucoides (Benth.) Pusalkar & D.K.Singh
- Eremogone formosa (Fisch. ex Ser.) Fenzl
- Eremogone franklinii (Douglas ex Hook.) R.L.Hartm. & Rabeler
- Eremogone fursei (Lazkov) Lazkov
- Eremogone gerzensis (L.H.Zhou) Rabeler & W.L.Wagner
- Eremogone glaucescens (H.J.P.Winkl.) Ikonn.
- Eremogone globuliflora (Rech.f.) Ikonn.
- Eremogone graminea (C.A.Mey.) C.A.Mey.
- Eremogone griffithii (Boiss.) Ikonn.
- Eremogone grueningiana (Pax & K.Hoffm.) Rabeler & W.L.Wagner
- Eremogone gypsophiloides (L.) Fenzl
- Eremogone haitzeshanensis (Tsui ex L.H.Zhou) Rabeler & W.L.Wagner
- Eremogone holostea (M.Bieb.) Rupr.
- Eremogone hookeri (Nutt.) W.A.Weber
- Eremogone ikonnikovii Knjaz.
- Eremogone insignis (Litv.) Ikonn.
- Eremogone isaurica (Boiss.) Ikonn.
- Eremogone ischnophylla (F.N.Williams) Rabeler & W.L.Wagner
- Eremogone jakutorum (A.P.Khokhr.) N.S.Pavlova
- Eremogone juncea (M.Bieb.) Fenzl
- Eremogone kansuensis (Maxim.) Dillenb. & Kadereit
- Eremogone kingii (S.Watson) Ikonn.
- Eremogone koelzii (Rech.f.) Ikonn.
- Eremogone kumaonensis (Maxim.) Pusalkar & D.K.Singh
- Eremogone lancangensis (L.H.Zhou) Rabeler & W.L.Wagner
- Eremogone ledebouriana (Fenzl) Ikonn.
- Eremogone loisiae N.H.Holmgren & P.K.Holmgren
- Eremogone longifolia (M.Bieb.) Fenzl
- Eremogone lychnidea (M.Bieb.) Rupr.
- Eremogone macradenia (S.Watson) Ikonn.
- Eremogone macrantha (McNeill) Ikonn.
- Eremogone meyeri (Fenzl) Ikonn.
- Eremogone minuartioides Dillenb. & Kadereit
- Eremogone mongholica (Schischk.) Ikonn.
- Eremogone mukerjeeana (Majumdar) Rabeler & W.L.Wagner
- Eremogone multiflora (Gilli) Ikonn.
- Eremogone oosepala (Bordz.) Czerep.
- Eremogone paulsenii (H.J.P.Winkl.) Ikonn.
- Eremogone persica (Boiss.) Ikonn.
- Eremogone picta (Sm.) Dillenb. & Kadereit
- Eremogone polaris (Schischk.) Ikonn.
- Eremogone polycnemifolia (Boiss.) Holub
- Eremogone potaninii (Schischk.) Rabeler & W.L.Wagner
- Eremogone procera (Spreng.) Rchb.
- Eremogone przewalskii (Maxim.) Ikonn.
- Eremogone pseudacantholimon (Bornm.) Holub
- Eremogone pulvinata (Edgew.) Pusalkar & D.K.Singh
- Eremogone pumicola (Coville & Leiberg) Ikonn.
- Eremogone qinghaiensis (Tsui & L.H.Zhou) Rabeler & W.L.Wagner
- Eremogone rigida (M.Bieb.) Fenzl
- Eremogone roborowskii (Maxim.) Rabeler & W.L.Wagner
- Eremogone saxatilis (L.) Ikonn.
- Eremogone scariosa (Boiss.) Holub
- Eremogone shannanensis (L.H.Zhou) Rabeler & W.L.Wagner
- Eremogone sinaica (Boiss.) Dillenb. & Kadereit
- Eremogone stenomeres (Eastw.) Ikonn.
- Eremogone surculosa (Rech.f.) Ikonn.
- Eremogone szowitsii (Boiss.) Ikonn.
- Eremogone taibaishanensis (L.H.Zhou) Rabeler & W.L.Wagner
- Eremogone talassica (Adylov) Czerep.
- Eremogone tetrasticha (Boiss.) Ikonn.
- Eremogone tschuktschorum (Regel) Ikonn.
- Eremogone turlanica (Bajtenov) Czerep.
- Eremogone ursina (Rob.) Ikonn.
- Eremogone zadoiensis (L.H.Zhou) Rabeler & W.L.Wagner
- Eremogone zargariana (Parsa) Holub